# Други илирски регуламент
Други илирски регуламент (лат. Regulamentum Illyricae Nationis) је била збирка прописа, уредби и наредби које су се односиле на Србе у Хабзбуршкој монархији. Донет је као замена "Првом илирском Регуламенту" којим српски народ и високо свештенство нису били задовољни. Регуламент је донет 3. јануара 1777. године. Разлике су се тицале прихода и имовине црквених лица, оснивања школа, сахрана и др.

## Увод
Митрополит Јован Георгијевић (Ђорђевић) умро је 23. маја 1773. године. Пошто запоседање митрополитске столице није било тако хитно, сабор је одложен за 1774. годину. Више од годину дана столица је била упражњена, да би сабор био заказан после Ускрса 1774. године. На њему је за митрополита изабран темишварски епископ Вићентије Јовановић Видак. Жеља двора била је остварена, јер је Вићентије Јовановић изабран првог дана избора. Сабор је отворен 26. маја, а Јовановић је однео победу 30. маја. Међутим, Илирска дворска депутација била је тешко разочарана у другим стварима. Оне су се пре свега односиле на "први илирски Регуламент" из 1770. године којим су привилегије Срба сведене на црквено-школска питања. Због тога је Депутација упутила гравамине са 31 тачком притужби барону фон Матесену. Оне су се делом односиле на привилегије, а делом на недавно сачињени Регуламент. Ништа мање него 16 притужби односило се на поједине одредбе Регуламента; на умањење митрополитових прихода услед укидањања кнежевског дуката у Банату, на ускраћивање права наслеђа које је патријарх Арсеније III добио привилегијом цара Леополда I од 1691. године, на мешање феуданих и жупанијских чиновника у црквену управу, на пропис да митрополит мора увек имати исту залиху вина и житарица, на прописани консензус о епископским визитацијама, на смањење броја свештених лица и др. Дворска депутација била је присиљена да на основу "Напомена" достављених са највиших места измени и модификује Регуламент. Она је то учинила посебним "додатком" на основу којег је онда 4. августа 1774. године Матесену упућен царски рескрипт у којем су поднесене народне притужбе решене тачку по тачку. На основу потоњих саветовања и разматрања, Дворска депутације ја саставила један нови регуламент са чијом садржином је митрополит био "у потпуности задовољан". Сазван је епископски синод који је требало да се састане 21. септембра 1776. године. Синдо је имао да размотри, преиспита и прихватио цео Регуламент у његовој новој форми. На располагању је имао време од 23. септембра 1776. до 3. јануара 1777. године. 

## Садржина
Регуламент из 1777. године у битним тачкама одступа од Регуламента из 1770. године. Наслов другог Регуламента остао је истоветан са првим. Као и ранији, и овај Регуламент садржи 10 одељака са 76 параграфа. У погледу наслова, они су већим делом остали неизмењени. Прва два одељка остала су неизмењена. Трећи параграф измењен је давањем права народу да изабере митрополита који би касније био потврђен са царске стране. Параграфом 4 прецизније се одређују архиепископски приходи него што је то било учињено 1770. године. Потпуно су измењени параграфи 48-50 који се односе на устројство манастира и управљање манастирским поседима. Игуман манастира бира се доживотно, док се њеног помоћник или заменик бира сваке године. За потврду у манастир мора да се поднесе званичан доказ да је кандидат напунио 24 године живота. Припремни период траје 3 године. Потпуно нов је и осми одељак о конзисторијумима (параграфи 51-59). 

## Последице
Илирска дворска депутација била је задовољна новим илирским Регуламентом. У својој представци од 18. јануара 1778. године она сматра да су илирске ствари добро уређене. Срби нису били задовољни Регуламентима. Најтеже их је погодила одредба о сахранама која је мењала дотадашње српске православне обреде. Епископски синод из 1776. године жалио се на одлуку да се убудуће не дозвољава да се покојници сахрањују у црквама и око ње. Забрана је изазвала велико огорчење у народу који је на њу гледао као на повреду права гарантованих привилегијама цара Леополда. Услед забране избијају устанци у Новом Саду и Вршцу. Власти су биле запрепашћене устанцима. Депутација је поручила царици да би се побуне смириле уколико би се повукла одлука о сахрањивању мртвих. Угарска дворска канцеларија устала је против депутације и од Марије Терезије тражила да се Дворска депутација укине. Царица је прихватила тај предлог. Тако је 1777. године Илирска дворска депутација престала са радом. Царица се правдала како је циљ Депутације био да се реше српска питања у царевини, а да су она решена доношењем Регуламента, те да више не постоји сврха њеног постојања. Главни разлог распуштања Депутације је тај што је Терезија изгубила ослонац у овој институцији, која је од почетка била средство утицаја Двора на Србе. Послови Илирске дворске депутације пренети су на Угарску дворску канцеларију. Митрополит се покорно повиновао одлуци.